# 安德斯·努德斯特倫
安德斯·诺德斯特伦（瑞典語：Anders Nordström，1960年3月9日— ），是瑞典医生，于2006年5月22日至2007年1月3日间担任世界卫生组织代理总干事。

## 歷史
安德斯·诺德斯特伦毕业于卡罗林斯卡学院，在国家卫生政策、规划和战略领导领域拥有丰富经验。他曾经在柬埔寨的瑞典紅十字會和伊朗红十字国际委员会工作，还曾在瑞典国际开发合作署工作了12年，其中有3年在赞比亚工作。
2002年，他担任全球抗击艾滋病、结核病和疟疾基金的临时执行主任，并于2003年7月成为世卫组织助理总干事。2006年5月，时任世卫组织总干事李钟郁在任内逝世，安德斯·诺德斯特伦担任代理总干事，之後被任命为世卫组织卫生系统和服务助理总干事。他的主要贡献之一是推进醫療人力資源政策，特别是针对发展中国家的政策。 
2008年1月至2010年5月，安德斯·诺德斯特伦担任瑞典国际开发合作署署长。由于该机构在赞比亚的发展援助计划中的詐騙和腐败问题，他于2010年5月因管理不善而被免職，并受到关注。 
尽管有争议在身，瑞典政府仍然於2012年4月任命他为全球首位“世界卫生大使”。
在担任瑞典的全球卫生大使后，其于2015年4月接受任命重返世卫组织，担任该组织在塞拉利昂的国家代表。